# Église Saint-Germain de Saint-Germain-d'Anxure
Pour les articles homonymes, voir Église Saint-Germain.
L'église Saint-Germain est une église catholique située à Saint-Germain-d'Anxure, dans le département français de la Mayenne.

## Localisation
L'église est située dans le bourg de Saint-Germain-d'Anxure, au croisement des routes départementales 12 et 225.

## Histoire
L'église actuelle a été reconstruite par l'architecte Texier, grâce à la générosité de la famille de Robien.
L'inventaire se déroule le 6 mars 1906 dans un climat très violent, les gendarmes ayant fracturé une fenêtre et molesté quelques paroissiens présents.

## Architecture et extérieurs
L'église est de style néo-roman et édifiée en granit.

### Vitraux

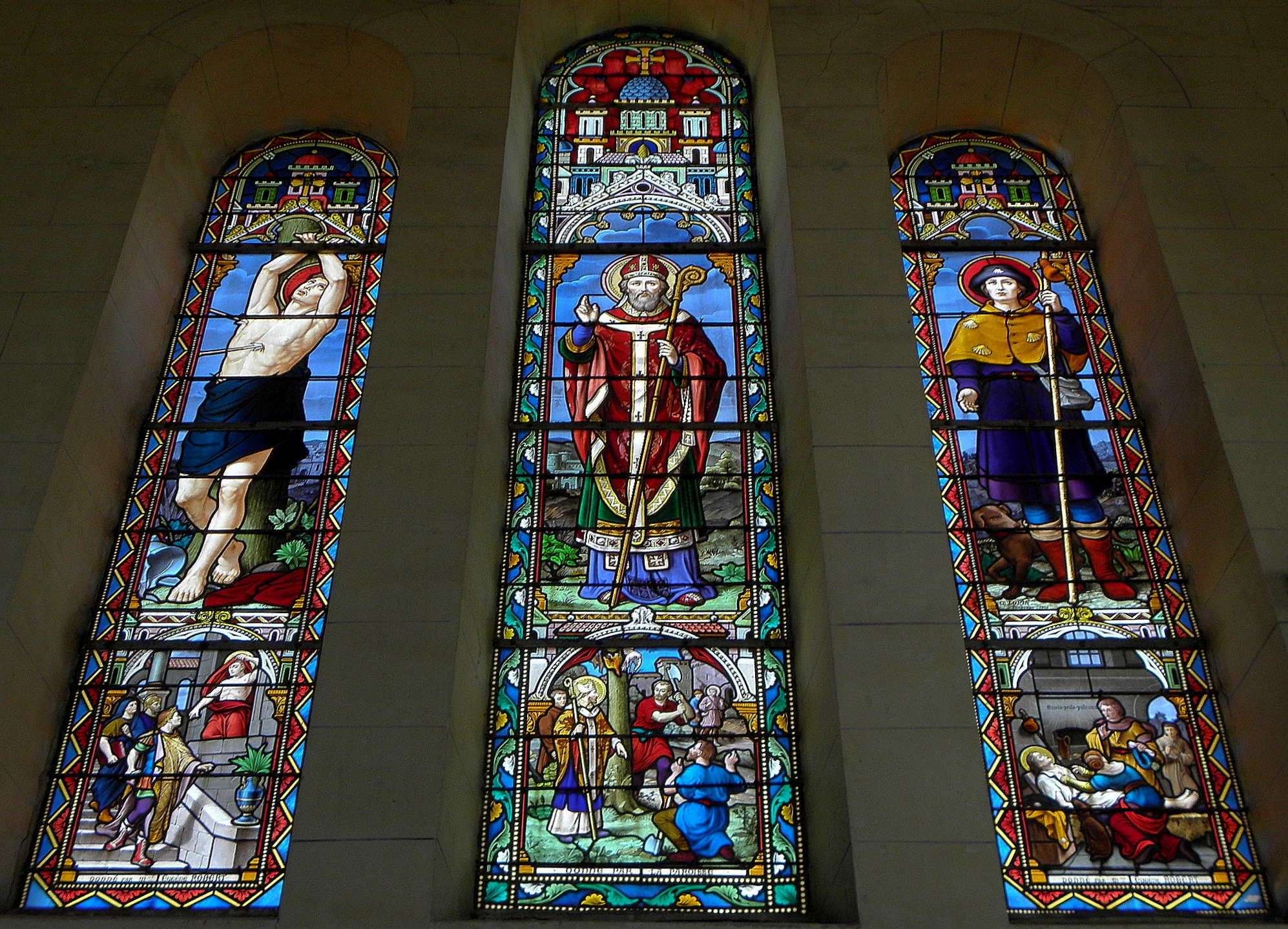
Vitraux représentant saint Sébastien, saint Germain et saint Roch.

## Intérieur

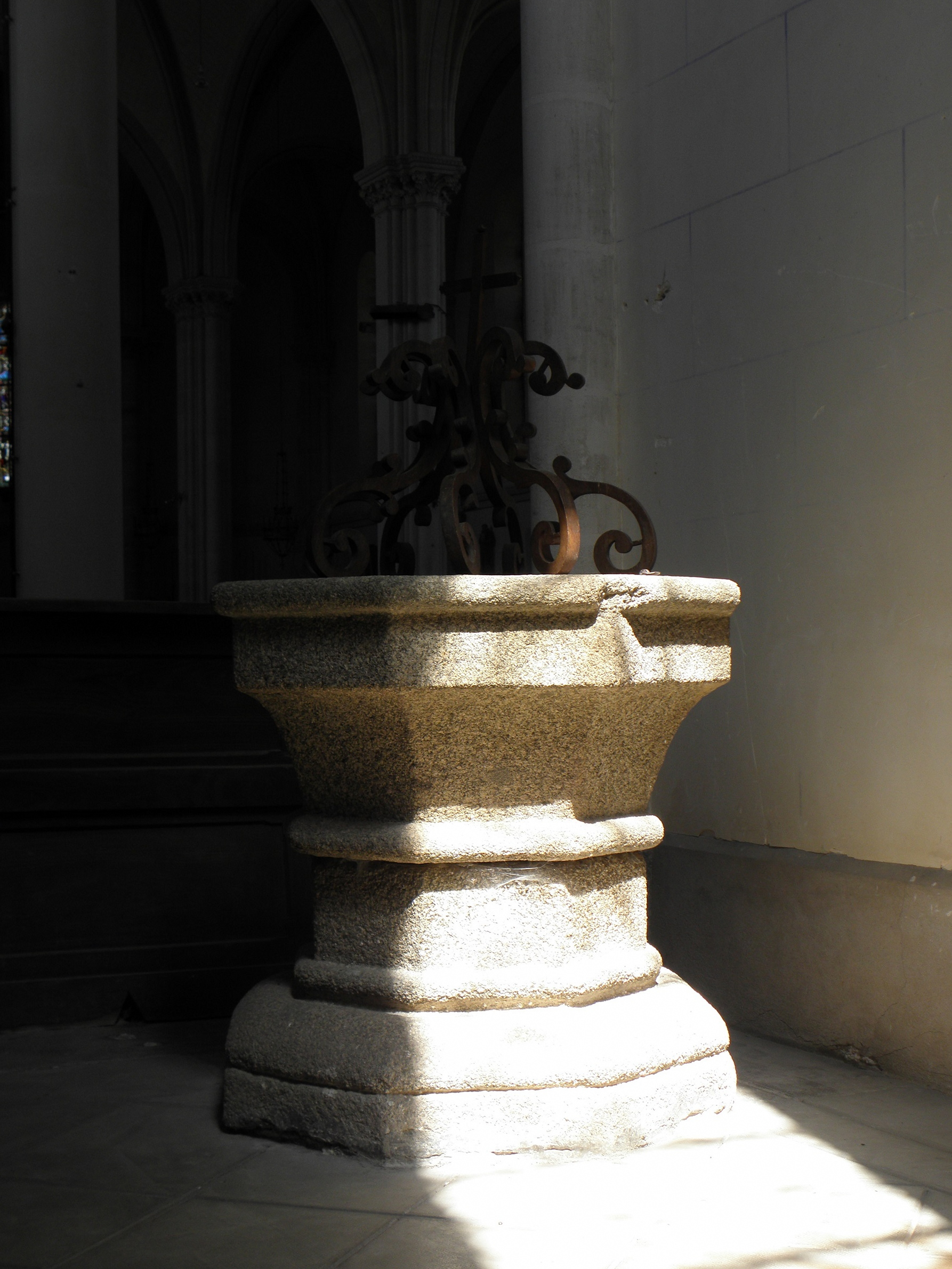
Les fonts baptismaux.
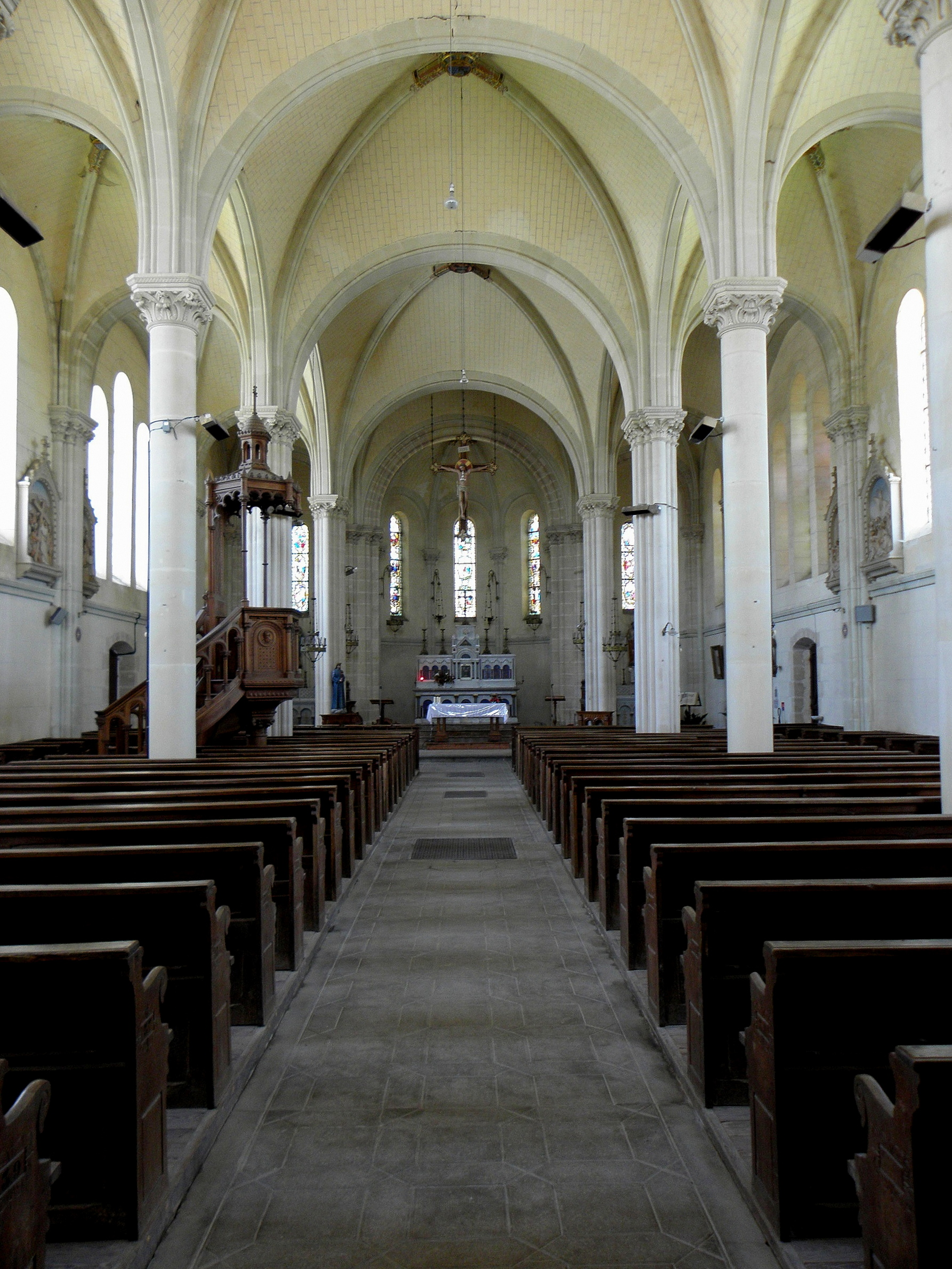
La nef.
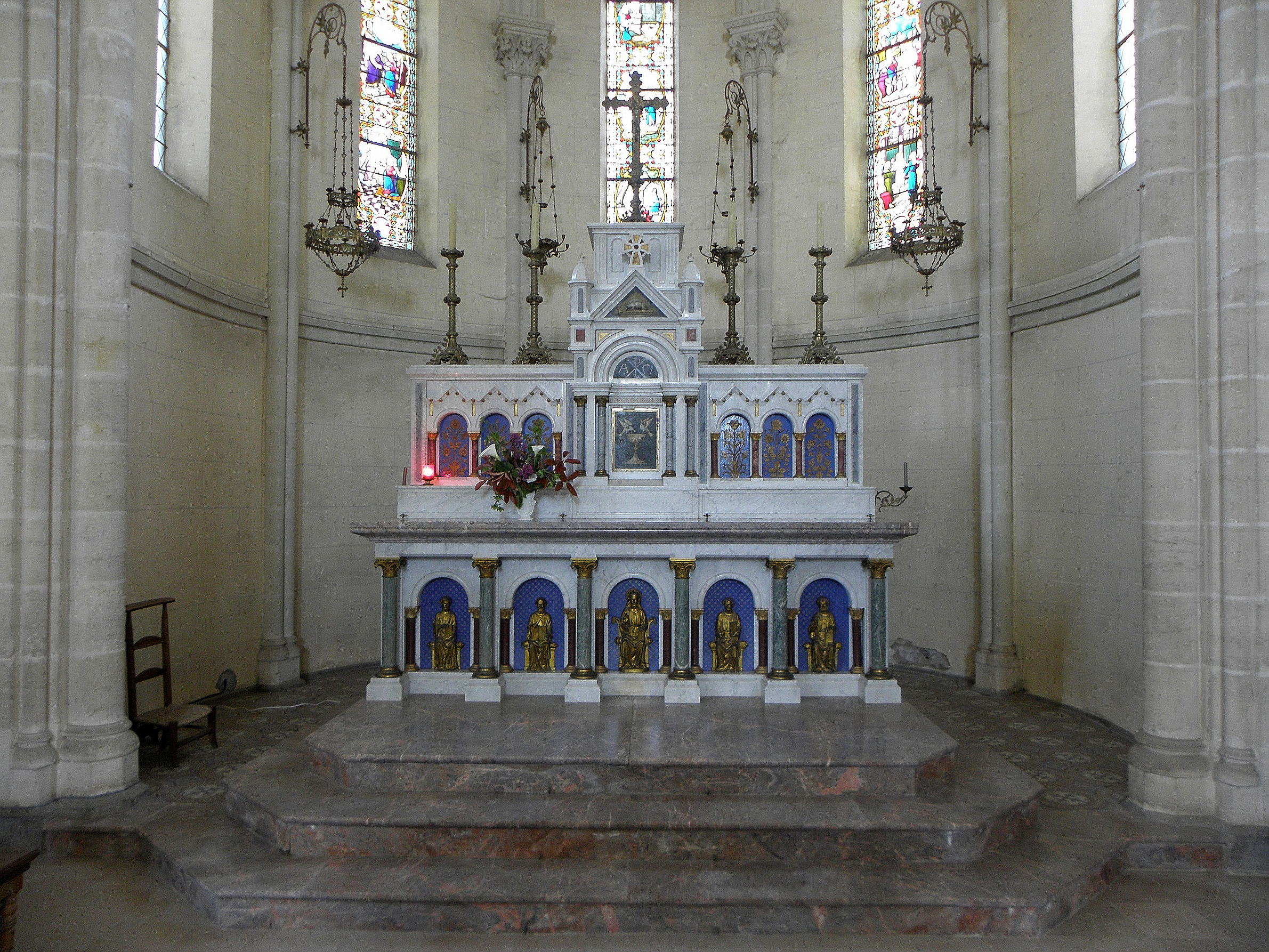
Le maître-autel.